# Eileen Derbyshire
Eileen Derbyshire (* 6. Oktober 1931 in Urmston, Greater Manchester) ist eine britische Schauspielerin. Sie spielte 55 Jahre lang (1961 bis Januar 2016) die Rolle der Emily Bishop in der Fernsehserie Coronation Street und war damit die dienstälteste weibliche Darstellerin einer britischen Seifenoper.

## Leben und Karriere
Eileen Derbyshire besuchte die Northern School of Music in Manchester und studierte an der Royal Academy of Music in London. Als sie eines Tages mit dem Bus am Chorlton Repertory Theatre vorbei kam, bat sie spontan um ein Vorsprechen. So wurde sie als Studentin eingeschrieben und arbeitete später stellvertretende Bühnenmanagerin. Von dort aus führte sie ihr Weg zum Tourneeensemble des Century Theatre, das im ganzen Land und in der Folge in ganz Großbritannien Auftritte hatte. Ebenso arbeitete sie an Hörspielen im Radio mit. Nach mehreren kleinen Fernsehstücken wurde sie für die Fernsehserie Coronation Street besetzt und spielte hier von Januar 1961 bis 2016. Der Charakter erhielt 1962 den Vornamen Emily.
Am 1. April 1965 heiratete Derbyshire den pensionierten Ingenieur Thomas W. Holt und im folgenden Jahr bekam sie ihren Sohn Oliver, der später Sportjournalist wurde. Das Paar lebte in einem Ferienhaus in Cheshire und Derbyshire interessiert sich für Oper, Lesen, Konzerte und Urlaub in Wien und Venedig.
Derbyshire ist für ihre Zurückgezogenheit bekannt. Sie schließt sich nie anderen Mitwirkenden bei Preisverleihungen oder anderen Veranstaltungen an und ist noch nie in einem der Werbevideos für die Coronation-Street-Website erschienen. Sie war nur zweimal außerhalb ihrer Serienrolle im Fernsehen zu sehen, als sie 1988 ein seltenes Interview in einem Dokumentarfilm über die Schauspielerin und gute Freundin Margot Bryant gab, sowie 2005, als sie sich zu ein Interview für ein ITV-Programm für gehörlose Zuschauer bereiterklärte. Sie sprach dabei über die Zusammenarbeit mit der taubstummen Schauspielerin Alison Briggs, die Emilys Nichte Freda Burgess spielte.
Eileen Derbyshire hat von ihrem Sohn Oliver drei Enkelkinder und ist Patin der drei Kinder von William Roache und auch der Tochter von Barbara Knox.
Derbyshire pausiert aus persönlichen Gründen seit Dezember 2015 von der Serie Coronation Street. Die letzte Folge, in der sie mitwirkte, wurde am 1. Januar 2016 ausgestrahlt. Obwohl sie ursprünglich nur eine sechsmonatige Pause einlegen wollte, hat Derbyshire die Dreharbeiten nicht wieder aufgenommen. Ein Sprecher der Coronation Street bestätigte dazu, dass „die Tür offen bleibt, wenn sie zurückkehren möchte“.

## Filmografie (Auswahl)
- 1962–2016: Coronation Street – Rolle: Emily Bishop (seit 1962), 2241 Episoden
- 1969: All Star Comedy Carnival (Spielfilm)
- 1995: The Coronation Street Collection: The Duckworths (Dokumentation)
- 1988: Coronation Street: Minnie Caldwell Remembered (Dokumentation)
- 1995: The South Bank Show (Dokumentation)
- 1998: This Is Your Life (Dokumentation)
- 2010: ITV Evening News (TV)

## Auszeichnungen und Preise
- Order of the British Empire[7]